# 火眼實驗室
火眼實驗室，是一個可移動充氣式P2級生物安全實驗室。由華大基因和易托邦聯合設計，华大基因興建。

## 沿革与特点
於2020年4月3日首次於深圳國家基因庫公開亮相。每日可處理新冠肺炎核酸檢查數達1萬份。火眼實驗室由6個充氣式構成，其中設置五大功能區，包括樣本採集區、樣本接收區、試劑準備區、樣本製備區和擴增區，並配備氣鎖轉換、醫廢出口、衛生間等輔助轉換空間。實驗室通過新風系統和高效過濾系統（HEPA），對每個功能區進出風的空氣進行過濾管理，輔助連接區的統一氣體消殺確保各個功能空間的相互獨立，同時保障實驗室向外排放的潔淨度，以符合基因擴增實驗室及病毒檢測實驗室生物安全等相關標准和指南。此實驗室還可以通過噴筑復合材料，變成混凝土殼體結構，成為永久建筑。
「火眼實驗室」的名稱意指「金精火眼」，即是實驗室可以24小時運作，沒有病毒或細菌可以逃出他們的眼睛。

## 使用地区

### 中国
火眼实验室在中国湖北武汉、广东深圳、湖南长沙、北京市、江苏无锡、上海市、重庆市、云南昆明、山东青岛、贵州贵阳、河北石家庄等地均有布置。

#### 武汉
随着武汉疫情严峻，全球首座火眼实验室成立于武汉，由武汉市人民政府、东湖高新区、中交二航局、上海诺瑞实验室、华大基因联合共建，于2020年2月5日投入试运行。此实验室将日检测能力从之前的每日不足千人份提高至1万至2万人份，迅速缓解了武汉市疫情防控中的检测压力。

#### 深圳
2020年8月1日，中国首家“医院版”火眼实验室正式落户深圳。该实验室由深圳市第三人民医院与华大基因合作建设，将共同推进病原微生物的快速与大规模诊断，打造感染性疾病自动化分子检测平台。不久，罗湖体育馆建成了9舱气膜火眼实验室，8月16日投入使用。

#### 北京
2020年6月23日下午，大兴区体育中心综合馆内，设计日检3万人份的北京首座气膜版火眼实验室正式投入使用。目前，实验室配备了14台自动化核酸提取设备，单台设备24小时可以处理2000份样本。

#### 石家庄
2021年1月8日，华大火眼实验室（气膜版）经过通宵连夜建设，仅用10个小时在河北体育馆完成，每日最高可检测样本量达到100万人份。与此同时，石家庄华大医学检验实验室、车载火眼实验室均已就位，助力河北抗疫。

#### 香港特別行政區
2020年8月，香港特區政府選定中山紀念公園體育館，供華大基因作「火眼實驗室」之用。8月5日晚上，香港「火眼實驗室」指揮部向深圳總部申請準備物資，隨即獲批，並於翌日下午從深圳運往香港中山紀念公園體育館。8月7日凌晨3時30分，16個流動充氣實驗室搭建完成。8月11日，其中5個實驗室已鋪設電線、網線及保護層等，並且完成測試。食物及衛生局局長陳肇始表示，16個充氣實驗室均符合第二級生物安全等級。
華大基因香港「火眼實驗室」前線總指揮曹蘇傑接受新華社訪問提及，中山紀念公園體育館實驗室每日可檢驗10萬個樣本。如果採用「三合一」或「五合一」混合檢驗方式，需要600名檢驗人員分三更工作，每日可檢驗30至50萬個樣本。
2022年2月15日，火眼实验室在馬鞍山體育館重啟。

### 塞尔维亚
2020年4月8日，塞尔维亚政府与中国政府、华大基因签署合作协议，塞尔维亚总理布尔纳比奇签署并发表感谢。双方计划在贝尔格莱德和尼什落成两座“火眼”病毒检测实验室。两座实验室每日最大检测量为3000份样本，大大提升了塞尔维亚的新冠病毒检测能力。7月30日落成第二座实验室时，塞尔维亚总理布尔纳比奇亲自访问实验室。2021年2月15日，塞尔维亚总统武契奇向中国赴塞尔维亚抗疫专家组和中国华大集团专家授勋，以感谢他们在塞尔维亚抗疫工作中的贡献；其中授予帮助塞尔维亚修建“火眼”病毒检测实验室的华大集团专家“一等塞尔维亚国旗勋章”。

### 阿联酋
2020年3月29日，阿布扎比科技公司G42集团和华大集团宣布，在阿联酋共建的火眼新冠病毒检测实验室正式启动，仅用14天便建成并投入使用。

### 文莱
2020年3月30日，华大基因建设的文莱火眼实验室正式在当地开始运营，该实验室每日可进行1000人份新冠病毒检测。

### 加蓬
位于加蓬首都利伯维尔的火眼实验室每日可检测1万份新冠病毒样本，投入使用后将成为该国最大的实验室。

### 多哥
2020年6月下旬，华大基因帮助多哥建立火眼实验室，为气膜版可移动式实验室，位于首都洛美，设计通量为5000人份每日。

### 安哥拉
2020年7月16日，安哥拉政府与华大集团举行线上签约仪式，安哥拉政府委托华大在该国建设火眼实验室。2020年9月10日，位于安哥拉首都罗安达的火眼实验室于日前建成揭幕，中国驻安哥拉大使龚韬、安哥拉卫生部长卢图库塔出席揭幕仪式。实验室投入使用后每日核酸检测和抗体检测能力均可达3000份。此外华大基因还在安哥拉其他三地同时修建火眼实验室，全部建成后日核酸检测能力可提高6000份。